# Leandro Scornavacca
Leandro Finato Scornavacca (São Paulo, 22 de julho de 1981) é um cantor e político brasileiro, integrante do grupo musical KLB.

## Biografia
Seus pais são Franco e Regina Scornavacca. Desde criança, ele e os irmãos que formam o KLB conviveram com o meio musical devido ao pai ser empresário de vários artistas brasileiros e ex-músico da Jovem Guarda, vindo a influenciar o interesse dos garotos pela música na infância. Leandro se destacou na bateria formando bandas no ínicio dos anos 90 com os irmãos Kiko e Bruno e com a cantora Wanessa Camargo como vocalista. Ganhou sua primeira bateria em 1996 de presente de Luciano Camargo, da dupla Zezé Di Camargo e Luciano. As bandas que ele participava se chamavam The Fenders e Neon. O canto também destacou Leandro, que foi escolhido para ser vocalista. Segundo o irmão Kiko, Leandro sempre cantou bem, apesar da timidez. Quando criança, só cantava na presença de familiares e amigos íntimos. Com a formação do KLB, decidiu tomar a frente como vocalista. Foi em 1998 que surgiu a ideia de gravar uma demo sob o nome de "KLB", as iniciais do nome dos três irmãos e Leandro assumindo os vocais. Lançaram em 2000 o primeiro álbum de estúdio do trio, que vendeu mais de 1 milhão e meio de cópias.Trabalhou com os irmãos em 2003 no programa Jovens Tardes, da Rede Globo, como um dos apresentadores. Participou em 2007 no talent show Dança no Gelo, do programa Domingão do Faustão, saindo como vencedor da disputa.
Leandro se candidatou a deputado estadual em 2010, e foi eleito quarto suplente em 2010 pela coligação PSDB/DEM para a 17ª legislatura. Leandro assumiu uma vaga efetiva na Assembleia Legislativa de São Paulo em 3 de janeiro de 2013, após o falecimento do deputado Ary Fossen (PSDB) e as renúncias de Paulo Alexandre Barbosa (PSDB), Gil Arantes (DEM) e Geraldo Vinholi (PSDB), que assumiram as prefeituras de Santos, Barueri e Catanduva, respectivamente.
Leandro é pai das gêmeas bivitelinas Maya e Kiara, nascidas em 2013, fruto do casamento com a ex-miss Brasil 2007 Natália Guimarães.  
Atualmente, participa como jurado do talent show Canta Comigo, da RecordTV. 

## Filmografia

### Televisão
| Ano            | Programa                       | Papel        | Nota       |
| -------------- | ------------------------------ | ------------ | ---------- |
| 2002–03        | Jovens Tardes                  | Apresentador | Rede Globo |
| 2005           | Mega Liga MTV de VJs Paladinos | Ele mesmo    | MTV Brasil |
| 2018- presente | Canta Comigo                   | Jurado       | RecordTV   |

### Filme
| Ano  | Papel        | Papel     |
| ---- | ------------ | --------- |
| 2000 | Xuxa Popstar | Ele Mesmo |